# Liste der Gouverneure von Virginia

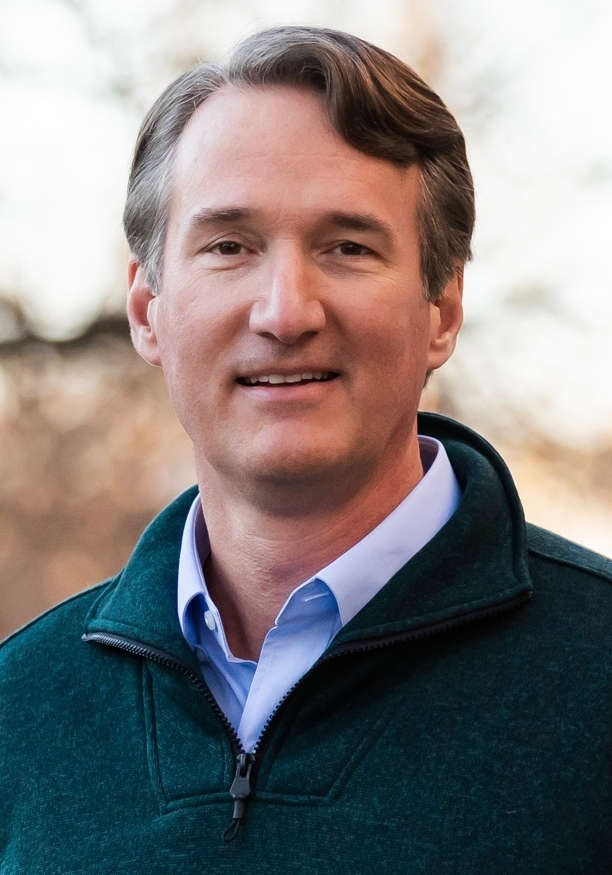
Gouverneur Glenn Youngkin

Diese Liste führt alle Gouverneure der Colony of Virginia sowie des US-Bundesstaates Virginia auf.

## Virginia Company of London
| Name                             | Amtszeit  | Anmerkungen                                                  |
| -------------------------------- | --------- | ------------------------------------------------------------ |
| Edward Maria Wingfield           | 1607      | Präsident des Rats von Jamestown                             |
| John Ratcliffe                   | 1607–1608 | Präsident des Rats von Jamestown                             |
| Matthew Scrivener                | 1608      | Präsident des Rats von Jamestown                             |
| John Smith                       | 1608–1609 | Präsident des Rats von Jamestown                             |
| George Percy                     | 1609–1610 | Präsident des Rats von Jamestown                             |
| Thomas Gates                     | 1610      | Gouverneur                                                   |
| Thomas West, 3. Baron De La Warr | 1610–1618 | Gouverneur; verließ die Kolonie krankheitsbedingt schon 1611 |
| George Percy                     | 1611      | Stellvertreter Wests                                         |
| Thomas Dale                      | 1611      | Stellvertreter Wests                                         |
| Thomas Gates                     | 1611–1614 | Stellvertreter Wests                                         |
| Thomas Dale                      | 1614–1616 | Stellvertreter Wests                                         |
| George Yeardley                  | 1616–1617 | Stellvertreter Wests                                         |
| Samuel Argall                    | 1617–1619 | Stellvertreter Wests                                         |
| George Yeardley                  | 1619–1621 | Gouverneur                                                   |
| Francis Wyatt                    | 1621–1624 | Gouverneur; Virginia wird Kronkolonie                        |

## Kronkolonie Virginia
| Name                                         | Amtszeit  | Anmerkungen                                      |
| -------------------------------------------- | --------- | ------------------------------------------------ |
| Francis Wyatt                                | 1624–1626 |                                                  |
| George Yeardley                              | 1626–1627 |                                                  |
| Francis West                                 | 1627–1629 |                                                  |
| John Pott                                    | 1629–1630 |                                                  |
| John Harvey                                  | 1630–1635 |                                                  |
| John West                                    | 1635–1637 |                                                  |
| John Harvey                                  | 1637–1639 |                                                  |
| Francis Wyatt                                | 1639–1642 |                                                  |
| William Berkeley                             | 1642–1652 | Von 1644 bis 1645 in England                     |
| Richard Kemp                                 | 1644–1645 | Stellvertreter Berkeleys                         |
| Richard Bennett                              | 1652–1655 |                                                  |
| Edward Digges                                | 1655–1656 |                                                  |
| Samuel Mathews                               | 1656–1660 |                                                  |
| William Berkeley                             | 1660–1677 | Von 1661 bis 1662 in England                     |
| Francis Moryson                              | 1661–1662 | Stellvertreter Berkeleys                         |
| Thomas Colepeper, 2. Baron Colepeper         | 1677–1683 | Nur 1680, 1682–1683 in der Kolonie               |
| Herbert Jeffreys                             | 1677–1678 | Stellvertreter Colepepers                        |
| Henry Chicheley                              | 1678–1682 | Stellvertreter Colepepers                        |
| Francis Howard, 6. Baron Howard of Effingham | 1683–1692 | Nur 1684–1689 in der Kolonie                     |
| Nathaniel Bacon Sr.                          | 1689–1690 | Stellvertreter Howards                           |
| Francis Nicholson                            | 1690–1692 | Stellvertreter Howards                           |
| Edmund Andros                                | 1692–1698 |                                                  |
| Francis Nicholson                            | 1698–1705 |                                                  |
| Edward Nott                                  | 1705–1706 |                                                  |
| Robert Hunter                                | 1707–1709 | Nie in der Kolonie                               |
| Edmund Jenings                               | 1706–1710 | Präsident des Staatsrats; Stellvertreter Hunters |
| George Hamilton, 1. Earl of Orkney           | 1710–1737 | Nie in der Kolonie                               |
| Alexander Spotswood                          | 1710–1722 | Stellvertreter Hamiltons                         |
| Hugh Drysdale                                | 1722–1726 | Stellvertreter Hamiltons                         |
| Robert Carter                                | 1726–1727 | Stellvertreter Hamiltons                         |
| Willem van Keppel, 2. Earl of Albemarle      | 1737–1754 | Nie in der Kolonie                               |
| William Gooch                                | 1727–1749 | Stellvertreter Hamiltons und Keppels             |
| Thomas Lee                                   | 1749–1750 | Stellvertreter Keppels                           |
| Lewis Burwell                                | 1750–1751 | Stellvertreter Keppels                           |
| John Campbell, 4. Earl of Loudoun            | 1756–1759 | Nie in Virginia                                  |
| Robert Dinwiddie                             | 1751–1758 | Stellvertreter Keppels und Campbells             |
| Jeffrey Amherst, 1. Baron Amherst            | 1759–1768 | Nie in der Kolonie                               |
| Francis Fauquier                             | 1758–1768 | Stellvertreter Campbells und Amhersts            |
| Norborne Berkeley, 4. Baron Botetourt        | 1768–1770 |                                                  |
| John Murray, 4. Earl of Dunmore              | 1771–1775 |                                                  |

## Virginia als unabhängiger Staat
| Name              | Amtszeit  | Partei |
| ----------------- | --------- | ------ |
| Patrick Henry     | 1776–1779 |        |
| Thomas Jefferson  | 1779–1781 |        |
| William Fleming   | 1781–1781 |        |
| Thomas Nelson Jr. | 1781–1781 |        |
| Benjamin Harrison | 1781–1784 |        |
| Patrick Henry     | 1784–1786 |        |
| Edmund Randolph   | 1786–1788 |        |

## Bundesstaat Virginia
| Name                              | Amtszeit  | Partei                 |
| --------------------------------- | --------- | ---------------------- |
| Beverley Randolph                 | 1788–1791 |                        |
| Henry Lee                         | 1791–1794 | Föderalistische Partei |
| Robert Brooke                     | 1794–1796 | Democratic Republican  |
| James Wood                        | 1796–1799 | Democratic Republican  |
| James Monroe                      | 1799–1802 | Democratic Republican  |
| John Page                         | 1802–1805 | Democratic Republican  |
| William Henry Cabell              | 1805–1808 | Democratic Republican  |
| John Tyler Sr.                    | 1808–1811 | Democratic Republican  |
| James Monroe                      | 1811      | Democratic Republican  |
| George William Smith              | 1811      | Democratic Republican  |
| Peyton Randolph                   | 1811–1812 | Democratic Republican  |
| James Barbour                     | 1812–1814 | Democratic Republican  |
| Wilson Cary Nicholas              | 1814–1816 | Democratic Republican  |
| James Patton Preston              | 1816–1819 | Democratic Republican  |
| Thomas Mann Randolph              | 1819–1822 | Democratic Republican  |
| James Pleasants                   | 1822–1825 | Democratic Republican  |
| John Tyler Jr.                    | 1825–1827 | Democratic Republican  |
| William Branch Giles              | 1827–1830 | Demokrat               |
| John Floyd                        | 1830–1834 | Demokrat               |
| Littleton Waller Tazewell         | 1834–1836 | Whig                   |
| Wyndham Robertson                 | 1836–1837 | Whig                   |
| David Campbell                    | 1837–1840 | Demokrat               |
| Thomas Walker Gilmer              | 1840–1841 | Whig                   |
| John Mercer Patton                | 1841      | Whig                   |
| John Rutherfoord                  | 1841–1842 | Whig                   |
| John Munford Gregory              | 1842–1843 | Whig                   |
| James McDowell                    | 1843–1846 | Demokrat               |
| William Smith                     | 1846–1849 | Demokrat               |
| John Buchanan Floyd               | 1849–1852 | Demokrat               |
| Joseph Johnson                    | 1852–1856 | Demokrat               |
| Henry Alexander Wise              | 1856–1860 | Demokrat               |
| John Letcher                      | 1860–1864 | Demokrat               |
| William Smith                     | 1864–1865 | Demokrat               |
| Francis Harrison Pierpont         | 1865–1868 | Republikaner           |
| Henry Horatio Wells               | 1868–1869 | Republikaner           |
| Gilbert Carlton Walker            | 1869–1874 | Republikaner           |
| James Lawson Kemper               | 1874–1878 | Demokrat               |
| Frederick William Mackey Holliday | 1878–1882 | Demokrat               |
| William Evelyn Cameron            | 1882–1886 | Readjuster Party       |
| Fitzhugh Lee                      | 1886–1890 | Demokrat               |
| Philip Watkins McKinney           | 1890–1894 | Demokrat               |
| Charles Triplett O’Ferrall        | 1894–1898 | Demokrat               |
| James Hoge Tyler                  | 1898–1902 | Demokrat               |
| Andrew Jackson Montague           | 1902–1906 | Demokrat               |
| Claude Augustus Swanson           | 1906–1910 | Demokrat               |
| William Hodges Mann               | 1910–1914 | Demokrat               |
| Henry Carter Stuart               | 1914–1918 | Demokrat               |
| Westmoreland Davis                | 1918–1922 | Demokrat               |
| Elbert Lee Trinkle                | 1922–1926 | Demokrat               |
| Harry Flood Byrd                  | 1926–1930 | Demokrat               |
| John Garland Pollard              | 1930–1934 | Demokrat               |
| George Campbell Peery             | 1934–1938 | Demokrat               |
| James Hubert Price                | 1938–1942 | Demokrat               |
| Colgate Whitehead Darden          | 1942–1946 | Demokrat               |
| William Munford Tuck              | 1946–1950 | Demokrat               |
| John Stewart Battle               | 1950–1954 | Demokrat               |
| Thomas Bahnson Stanley            | 1954–1958 | Demokrat               |
| James Lindsay Almond              | 1958–1962 | Demokrat               |
| Albertis Sydney Harrison          | 1962–1966 | Demokrat               |
| Mills Edwin Godwin                | 1966–1970 | Demokrat               |
| Abner Linwood Holton              | 1970–1974 | Republikaner           |
| Mills Edwin Godwin                | 1974–1978 | Republikaner           |
| John Nichols Dalton               | 1978–1982 | Republikaner           |
| Charles Spittal Robb              | 1982–1986 | Demokrat               |
| Gerald L. Baliles                 | 1986–1990 | Demokrat               |
| Lawrence Douglas Wilder           | 1990–1994 | Demokrat               |
| George Felix Allen                | 1994–1998 | Republikaner           |
| James Stuart Gilmore              | 1998–2002 | Republikaner           |
| Mark Robert Warner                | 2002–2006 | Demokrat               |
| Timothy Michael Kaine             | 2006–2010 | Demokrat               |
| Robert Francis McDonnell          | 2010–2014 | Republikaner           |
| Terence Richard McAuliffe         | 2014–2018 | Demokrat               |
| Ralph Shearer Northam             | 2018–2022 | Demokrat               |
| Glenn Allen Youngkin              | seit 2022 | Republikaner           |